# Елваський договір
Е́лваський до́говір (порт. tratado de Elvas) — мирний договір між Португалією і Кастилією, що завершив португальсько-кастильську війну 1381—1382 років. Укладений 10 серпня 1382 року в португальському місті Елваші, після поразки португальської сторони. Підписаний португальським королем Фернанду I й кастильським королем Хуаном I. Умови договору були такі:
- Португалія і Кастилія припиняють війну і відновлюють добросусідські відносини; Португалія пориває з Англією і приєднується до французько-кастильського військового союзу в Столітній війні.
- Португалія визнає законним папою авійньйонського антипапу Климента VII і входить до французько-кастильського релігійного союзу у часі Західної схизми[3][4].
- Для скріплення союзу португальська інфанта Беатриса, єдина донька португальського короля Фернанду І й спадкоємниця португальського престолу, виходить заміж за кастильського інфанта Фернандо, сина кастильського короля Хуана I[3].
- Кастилія повертає Португалії міста Алмейда й Міранда, а також усі захоплені кораблі та полонених[3].

У договірному процесі з португальського боку брали участь королева-регенша Леонора Теліш, оренський граф-галісієць Хуан де Андейро, лісабонський єпископ-кастилець Мартін Саморський, коїмбрський єпископ-кастилець Хуан Кабеса-де-Вака, гуардський єпископ-португалець Афонсу Коррейя, юрист Жуан Реграський та інші. Посередником між португальською і кастильською стороною виступав Педро де Луна (майбутній антипапа Бенедикт XIII), посол авіньйонського антипапи Климента VII.
Елваський мир був сепаратним договором, укладеним за спиною португальських союзників-англійців. Він на деякий час виводив Португалію зі Столітньої війни. Як згадує хроніст, довідавшись про зраду португальців, англійські лицарі зі злості покидали свої шоломи і потрощили їх сокирами. 1 вересня 1382 року кембриджський граф Едмунд Ленглійський отримав назад свої кораблі й полишив зі своїм військом Лісабон.
2 квітня 1383 року Елваський договір був доповнений і уточнений Салватеррським договором, за яким Беатриса мусила вийти заміж за Хуана І.